# National Hockey League 1986-1987
La stagione 1986-1987 è stata la 70ª edizione della National Hockey League. La stagione regolare iniziò il 9 ottobre 1986 e si concluse il 5 aprile 1987, mentre i playoff della Stanley Cup terminarono il 14 maggio 1987. Al posto dell'NHL All-Star Game nel febbraio del 1987 fu organizzato il Rendez-vous '87, due partite amichevoli giocate a Québec fra le stelle della NHL e la nazionale sovietica. Gli Edmonton Oilers sconfissero i Philadelphia Flyers nella finale di Stanley Cup per 4-3, conquistando il terzo titolo nella storia della franchigia in quattro stagioni. Solo due anni prima gli Oilers avevano sconfitto sempre i Flyers per 4-0.
Prima dell'inizio della stagione regolare Chicago cambiò ufficialmente il nome della squadra da "Black Hawks" a "Blackhawks" dopo aver ritrovato alcuni documenti originali del 1926, anno di fondazione della franchigia. Gli Edmonton Oilers vinsero il secondo Presidents' Trophy, mentre Wayne Gretzky si aggiudicò l'ottavo Hart Trophy e il nono Art Ross Trophy consecutivi. Il 4 aprile 1987 il giocatore dei New York Islanders Denis Potvin diventò il primo difensore nella storia della NHL capace di conquistare 1.000 punti in carriera. A differenza delle stagioni precedenti il primo turno dei playoff fu allungato da serie al meglio delle cinque gare a serie al meglio delle sette, in modo da ridurre eliminazioni a sorpresa. Per la quarta volta dalla sua creazione il Conn Smythe Trophy fu assegnato a un giocatore della squadra sconfitta in finale, il portiere di Philadelphia Ron Hextall.

## Squadre partecipanti
- Boston Bruins
- Buffalo Sabres
- Calgary Flames
- Chicago Blackhawks
- Detroit Red Wings
- Edmonton Oilers
- Hartford Whalers
- Los Angeles Kings
- Minnesota North Stars
- Montreal Canadiens
- New Jersey Devils

- New York Islanders
- New York Rangers
- Philadelphia Flyers
- Pittsburgh Penguins
- Quebec Nordiques
- St. Louis Blues
- Toronto Maple Leafs
- Vancouver Canucks
- Washington Capitals
- Winnipeg Jets

## Pre-season

### NHL Entry Draft
L'Entry Draft si tenne il 21 giugno 1986 presso il Forum de Montréal di Montréal, in Québec. I Detroit Red Wings nominarono come prima scelta assoluta l'ala destra canadese Joe Murphy. Altri giocatori rilevanti all'esordio in NHL furono Vincent Damphousse, Brian Leetch, Adam Graves e Teppo Numminen.

## Stagione regolare

### Classifiche
= Qualificata per i playoff,       = Primo posto nella Conference,       = Vincitore del Presidents' Trophy

#### Prince of Wales Conference
Adams Division
|    |                    | PG | V  | S  | N  | GF  | GS  | PT |
| -- | ------------------ | -- | -- | -- | -- | --- | --- | -- |
| 1. | Hartford Whalers   | 80 | 43 | 30 | 7  | 287 | 270 | 93 |
| 2. | Montreal Canadiens | 80 | 41 | 29 | 10 | 277 | 241 | 92 |
| 3. | Boston Bruins      | 80 | 39 | 34 | 7  | 301 | 276 | 85 |
| 4. | Quebec Nordiques   | 80 | 31 | 39 | 10 | 267 | 276 | 72 |
| 5. | Buffalo Sabres     | 80 | 28 | 44 | 8  | 280 | 308 | 64 |

Patrick Division
|    |                     | PG | V  | S  | N  | GF  | GS  | PT  |
| -- | ------------------- | -- | -- | -- | -- | --- | --- | --- |
| 1. | Philadelphia Flyers | 80 | 46 | 26 | 8  | 310 | 245 | 100 |
| 2. | Washington Capitals | 80 | 38 | 32 | 10 | 285 | 278 | 86  |
| 3. | New York Islanders  | 80 | 35 | 33 | 11 | 279 | 281 | 80  |
| 4. | New York Rangers    | 80 | 34 | 38 | 8  | 307 | 323 | 76  |
| 5. | Pittsburgh Penguins | 80 | 30 | 38 | 12 | 297 | 290 | 72  |
| 6. | New Jersey Devils   | 80 | 29 | 45 | 6  | 293 | 368 | 64  |

#### Clarence Campbell Conference
Norris Division
|    |                       | PG | V  | S  | N  | GF  | GS  | PT |
| -- | --------------------- | -- | -- | -- | -- | --- | --- | -- |
| 1. | St. Louis Blues       | 80 | 32 | 33 | 15 | 281 | 293 | 79 |
| 2. | Detroit Red Wings     | 80 | 34 | 36 | 10 | 260 | 274 | 78 |
| 3. | Chicago Blackhawks    | 80 | 29 | 37 | 14 | 290 | 310 | 72 |
| 4. | Toronto Maple Leafs   | 80 | 32 | 42 | 6  | 286 | 319 | 70 |
| 5. | Minnesota North Stars | 80 | 30 | 40 | 10 | 296 | 314 | 70 |

Smythe Division
|    |                   | PG | V  | S  | N | GF  | GS  | PT  |
| -- | ----------------- | -- | -- | -- | - | --- | --- | --- |
| 1. | Edmonton Oilers   | 80 | 50 | 24 | 6 | 372 | 284 | 106 |
| 2. | Calgary Flames    | 80 | 46 | 31 | 3 | 318 | 289 | 95  |
| 3. | Winnipeg Jets     | 80 | 40 | 32 | 8 | 279 | 271 | 88  |
| 4. | Los Angeles Kings | 80 | 31 | 41 | 8 | 318 | 341 | 70  |
| 5. | Vancouver Canucks | 80 | 29 | 43 | 8 | 282 | 314 | 66  |

### Statistiche

#### Classifica marcatori
La seguente lista elenca i migliori marcatori al termine della stagione regolare.

| Giocatore       | Squadra               | PG | G  | A   | Pt  | +/- | MP |
| --------------- | --------------------- | -- | -- | --- | --- | --- | -- |
| Wayne Gretzky   | Edmonton Oilers       | 79 | 62 | 121 | 183 | +70 | 28 |
| Jari Kurri      | Edmonton Oilers       | 79 | 54 | 54  | 108 | +35 | 41 |
| Mario Lemieux   | Pittsburgh Penguins   | 63 | 54 | 53  | 107 | +17 | 57 |
| Mark Messier    | Edmonton Oilers       | 77 | 37 | 70  | 107 | +21 | 73 |
| Doug Gilmour    | St. Louis Blues       | 80 | 42 | 63  | 105 | -2  | 58 |
| Dino Ciccarelli | Minnesota North Stars | 80 | 52 | 51  | 103 | +10 | 88 |
| Dale Hawerchuk  | Winnipeg Jets         | 80 | 47 | 53  | 100 | +3  | 52 |
| Michel Goulet   | Quebec Nordiques      | 75 | 49 | 47  | 96  | -12 | 61 |
| Tim Kerr        | Philadelphia Flyers   | 75 | 58 | 37  | 95  | +38 | 57 |
| Ray Bourque     | Boston Bruins         | 78 | 23 | 72  | 95  | +44 | 36 |

#### Classifica portieri
La seguente lista elenca i migliori portieri al termine della stagione regolare.

| Giocatore       | Squadra             | PG | Min  | V  | S  | P | GS  | SO | Sv%  | MGS  |
| --------------- | ------------------- | -- | ---- | -- | -- | - | --- | -- | ---- | ---- |
| Brian Hayward   | Montreal Canadiens  | 37 | 2178 | 19 | 13 | 4 | 102 | 1  | .894 | 2.81 |
| Patrick Roy     | Montreal Canadiens  | 46 | 2686 | 22 | 16 | 6 | 131 | 1  | .892 | 2.94 |
| Ron Hextall     | Philadelphia Flyers | 66 | 3799 | 37 | 21 | 6 | 190 | 1  | .902 | 3.00 |
| Pete Peeters    | Washington Capitals | 37 | 2002 | 17 | 11 | 4 | 107 | 0  | .885 | 3.21 |
| Mike Liut       | Hartford Whalers    | 59 | 3476 | 31 | 22 | 5 | 186 | 4  | .885 | 3.23 |
| Pokey Reddick   | Winnipeg Jets       | 48 | 2762 | 21 | 21 | 4 | 149 | 0  | .881 | 3.24 |
| Bob Mason       | Washington Capitals | 45 | 2536 | 20 | 18 | 5 | 137 | 3  | .890 | 3.24 |
| Kelly Hrudey    | New York Islanders  | 46 | 2634 | 25 | 15 | 7 | 145 | 0  | .896 | 3.30 |
| Bill Ranford    | Boston Bruins       | 41 | 2231 | 16 | 20 | 2 | 124 | 3  | .891 | 3.33 |
| Clint Malarchuk | Quebec Nordiques    | 54 | 3092 | 18 | 26 | 9 | 175 | 1  | .884 | 3.40 |

## Playoff

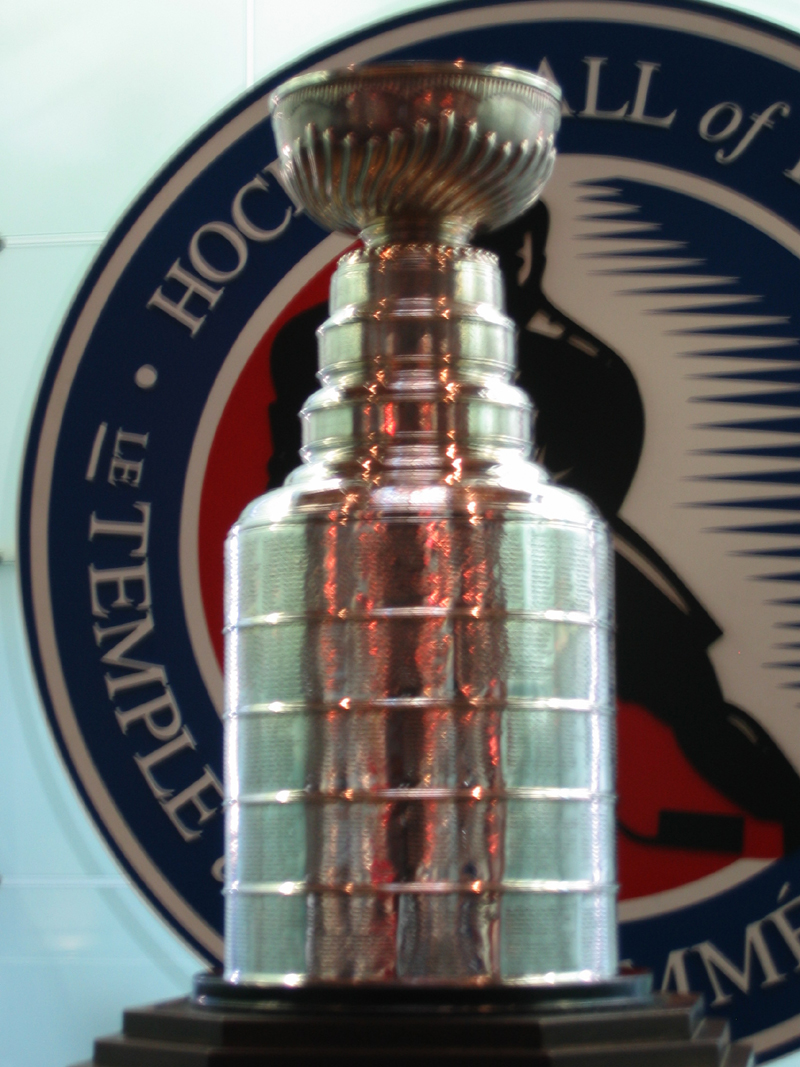
Il trofeo della Stanley Cup

Al termine della stagione regolare le migliori 16 squadre del campionato si sono qualificate per i playoff. Gli Edmonton Oilers si aggiudicarono il Presidents' Trophy avendo ottenuto il miglior record della lega con 106 punti.

### Tabellone playoff
Nel primo turno la squadra con il ranking più alto di ciascuna Division si sfida con quella dal posizionamento più basso seguendo lo schema 1-4 e 2-3, usufruendo anche del vantaggio del fattore campo. Il secondo turno determina la vincente divisionale, mentre il terzo vede affrontarsi le squadre vincenti delle Division della stessa Conference per accedere alla finale di Stanley Cup. Il fattore campo osservato nelle finali di conference e in finale di Stanley Cup fu determinato dai punti ottenuti in stagione regolare. Ciascuna serie, al meglio delle sette gare, seguì il formato 2-2-1-1-1: la squadra migliore in stagione regolare avrebbe disputato in casa Gara-1 e 2, (se necessario anche Gara-5 e 7), mentre quella posizionata peggio avrebbe giocato nel proprio palazzetto Gara-3 e 4 (se necessario anche Gara-6).
|  | Semifinali Division | Semifinali Division | Semifinali Division |                     |    | Finali Division     | Finali Division | Finali Division |  |  | Finali Conference | Finali Conference | Finali Conference |  |  | Finale Stanley Cup | Finale Stanley Cup | Finale Stanley Cup |  |
|  |                     |                     |                     |                     |    |                     |                 |                 |  |  |                   |                   |                   |  |  |                    |                    |                    |  |
|  | A1                  | Hartford Whalers    | 2                   |                     |    |                     |                 |                 |  |  |                   |                   |                   |  |  |                    |                    |                    |  |
|  | A1                  | Hartford Whalers    | 2                   |                     |    |                     |                 |                 |  |  |                   |                   |                   |  |  |                    |                    |                    |  |
|  | A4                  | Quebec Nordiques    | 4                   |                     |    |                     |                 |                 |  |  |                   |                   |                   |  |  |                    |                    |                    |  |
|  | A4                  | Quebec Nordiques    | 4                   |                     | A4 | Quebec Nordiques    | 3               |                 |  |  |                   |                   |                   |  |  |                    |                    |                    |  |
|  |                     |                     |                     |                     | A4 | Quebec Nordiques    | 3               |                 |  |  |                   |                   |                   |  |  |                    |                    |                    |  |
|  |                     |                     | A2                  | Montreal Canadiens  | 4  |                     |                 |                 |  |  |                   |                   |                   |  |  |                    |                    |                    |  |
|  | A2                  | Montreal Canadiens  | A2                  | Montreal Canadiens  | 4  | 4                   |                 |                 |  |  |                   |                   |                   |  |  |                    |                    |                    |  |
|  | A2                  | Montreal Canadiens  |                     |                     |    |                     |                 |                 |  |  |                   |                   |                   |  |  |                    |                    |                    |  |
|  | A3                  | Boston Bruins       | 0                   |                     |    |                     |                 |                 |  |  |                   |                   |                   |  |  |                    |                    |                    |  |
|  | A3                  | Boston Bruins       | 0                   |                     | A2 | Montreal Canadiens  | 2               |                 |  |  |                   |                   |                   |  |  |                    |                    |                    |  |
|  |                     |                     |                     |                     |    |                     |                 |                 |  |  |                   |                   |                   |  |  |                    |                    |                    |  |
|  |                     |                     | P1                  | Philadelphia Flyers | 4  |                     |                 |                 |  |  |                   |                   |                   |  |  |                    |                    |                    |  |
|  | P1                  | Philadelphia Flyers | P1                  | Philadelphia Flyers | 4  | 4                   |                 |                 |  |  |                   |                   |                   |  |  |                    |                    |                    |  |
|  | P1                  | Philadelphia Flyers |                     |                     |    |                     |                 |                 |  |  |                   |                   |                   |  |  |                    |                    |                    |  |
|  | P4                  | New York Rangers    | 2                   |                     |    |                     |                 |                 |  |  |                   |                   |                   |  |  |                    |                    |                    |  |
|  | P4                  | New York Rangers    | 2                   |                     | P1 | Philadelphia Flyers | 4               |                 |  |  |                   |                   |                   |  |  |                    |                    |                    |  |
|  |                     |                     |                     |                     | P1 | Philadelphia Flyers | 4               |                 |  |  |                   |                   |                   |  |  |                    |                    |                    |  |
|  |                     |                     | P3                  | New York Islanders  | 3  |                     |                 |                 |  |  |                   |                   |                   |  |  |                    |                    |                    |  |
|  | P2                  | Washington Capitals | P3                  | New York Islanders  | 3  | 3                   |                 |                 |  |  |                   |                   |                   |  |  |                    |                    |                    |  |
|  | P2                  | Washington Capitals |                     |                     |    |                     |                 |                 |  |  |                   |                   |                   |  |  |                    |                    |                    |  |
|  | P3                  | New York Islanders  | 4                   |                     |    |                     |                 |                 |  |  |                   |                   |                   |  |  |                    |                    |                    |  |
|  | P3                  | New York Islanders  | 4                   |                     | P1 | Philadelphia Flyers | 3               |                 |  |  |                   |                   |                   |  |  |                    |                    |                    |  |
|  |                     |                     |                     |                     |    |                     |                 |                 |  |  |                   |                   |                   |  |  |                    |                    |                    |  |
|  |                     |                     | S1                  | Edmonton Oilers     | 4  |                     |                 |                 |  |  |                   |                   |                   |  |  |                    |                    |                    |  |
|  | N1                  | St. Louis Blues     | S1                  | Edmonton Oilers     | 4  | 2                   |                 |                 |  |  |                   |                   |                   |  |  |                    |                    |                    |  |
|  | N1                  | St. Louis Blues     |                     |                     |    |                     |                 |                 |  |  |                   |                   |                   |  |  |                    |                    |                    |  |
|  | N4                  | Toronto Maple Leafs | 4                   |                     |    |                     |                 |                 |  |  |                   |                   |                   |  |  |                    |                    |                    |  |
|  | N4                  | Toronto Maple Leafs | 4                   |                     | N4 | Toronto Maple Leafs | 3               |                 |  |  |                   |                   |                   |  |  |                    |                    |                    |  |
|  |                     |                     |                     |                     | N4 | Toronto Maple Leafs | 3               |                 |  |  |                   |                   |                   |  |  |                    |                    |                    |  |
|  |                     |                     | N2                  | Detroit Red Wings   | 4  |                     |                 |                 |  |  |                   |                   |                   |  |  |                    |                    |                    |  |
|  | N2                  | Detroit Red Wings   | N2                  | Detroit Red Wings   | 4  | 4                   |                 |                 |  |  |                   |                   |                   |  |  |                    |                    |                    |  |
|  | N2                  | Detroit Red Wings   |                     |                     |    |                     |                 |                 |  |  |                   |                   |                   |  |  |                    |                    |                    |  |
|  | N3                  | Chicago Blackhawks  | 0                   |                     |    |                     |                 |                 |  |  |                   |                   |                   |  |  |                    |                    |                    |  |
|  | N3                  | Chicago Blackhawks  | 0                   |                     | N2 | Detroit Red Wings   | 1               |                 |  |  |                   |                   |                   |  |  |                    |                    |                    |  |
|  |                     |                     |                     |                     |    |                     |                 |                 |  |  |                   |                   |                   |  |  |                    |                    |                    |  |
|  |                     |                     | S1                  | Edmonton Oilers     | 4  |                     |                 |                 |  |  |                   |                   |                   |  |  |                    |                    |                    |  |
|  | S1                  | Edmonton Oilers     | S1                  | Edmonton Oilers     | 4  | 4                   |                 |                 |  |  |                   |                   |                   |  |  |                    |                    |                    |  |
|  | S1                  | Edmonton Oilers     |                     |                     |    |                     |                 |                 |  |  |                   |                   |                   |  |  |                    |                    |                    |  |
|  | S4                  | Los Angeles Kings   | 1                   |                     |    |                     |                 |                 |  |  |                   |                   |                   |  |  |                    |                    |                    |  |
|  | S4                  | Los Angeles Kings   | 1                   |                     | S1 | Edmonton Oilers     | 4               |                 |  |  |                   |                   |                   |  |  |                    |                    |                    |  |
|  |                     |                     |                     |                     | S1 | Edmonton Oilers     | 4               |                 |  |  |                   |                   |                   |  |  |                    |                    |                    |  |
|  |                     |                     | S3                  | Winnipeg Jets       | 0  |                     |                 |                 |  |  |                   |                   |                   |  |  |                    |                    |                    |  |
|  | S2                  | Calgary Flames      | S3                  | Winnipeg Jets       | 0  | 2                   |                 |                 |  |  |                   |                   |                   |  |  |                    |                    |                    |  |
|  | S2                  | Calgary Flames      |                     |                     |    |                     |                 |                 |  |  |                   |                   |                   |  |  |                    |                    |                    |  |
|  | S3                  | Winnipeg Jets       | 4                   |                     |    |                     |                 |                 |  |  |                   |                   |                   |  |  |                    |                    |                    |  |

### Stanley Cup
La finale della Stanley Cup 1987 è stata una serie al meglio delle sette gare che ha determinato il campione della National Hockey League per la stagione 1986-87. Gli Edmonton Oilers hanno sconfitto i Philadelphia Flyers in sette partite e si sono aggiudicati la Stanley Cup per la terza volta nella loro storia.

## Premi NHL
- Stanley Cup: Edmonton Oilers
- Presidents' Trophy: Edmonton Oilers

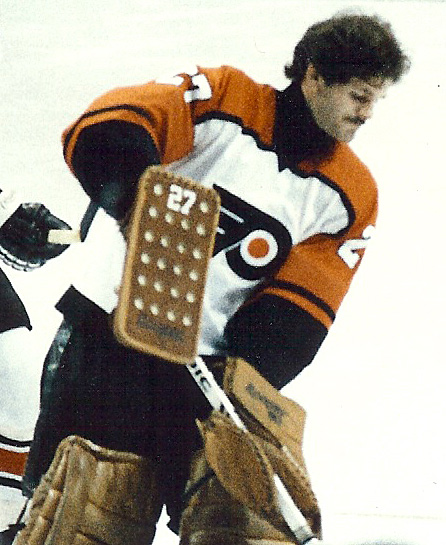
Il portiere dei Philadelphia Flyers Ron Hextall, vincitore del Vezina Trophy e del Conn Smythe Trophy.

- Prince of Wales Trophy: Philadelphia Flyers
- Clarence S. Campbell Bowl: Edmonton Oilers
- Art Ross Trophy: Wayne Gretzky (Edmonton Oilers)
- Bill Masterton Memorial Trophy: Doug Jarvis (Hartford Whalers)
- Calder Memorial Trophy: Luc Robitaille (Los Angeles Kings)
- Conn Smythe Trophy: Ron Hextall (Philadelphia Flyers)
- Frank J. Selke Trophy: Dave Poulin (Philadelphia Flyers)
- Hart Memorial Trophy: Wayne Gretzky (Edmonton Oilers)
- Jack Adams Award: Jacques Demers (Detroit Red Wings)
- James Norris Memorial Trophy: Ray Bourque (Boston Bruins)
- Lady Byng Memorial Trophy: Joe Mullen (Calgary Flames)
- Lester B. Pearson Award: Wayne Gretzky (Edmonton Oilers)
- Lester Patrick Trophy: Hobey Baker, Frank Mathers
- NHL Plus/Minus Award: Wayne Gretzky (Edmonton Oilers)
- Vezina Trophy: Ron Hextall (Philadelphia Flyers)
- William M. Jennings Trophy: Patrick Roy e Brian Hayward (Montreal Canadiens)

### NHL All-Star Team
First All-Star Team
- Attaccanti: Michel Goulet • Wayne Gretzky • Jari Kurri
- Difensori: Ray Bourque • Mark Howe
- Portiere: Ron Hextall

Second All-Star Team
- Attaccanti: Luc Robitaille • Mario Lemieux • Tim Kerr
- Difensori: Larry Murphy • Al MacInnis
- Portiere: Mike Liut

NHL All-Rookie Team
- Attaccanti: Luc Robitaille • Jimmy Carson • Jim Sandlak
- Difensori: Steve Duchesne • Brian Benning
- Portiere: Ron Hextall